# Nekrolog 4. Quartal 1906
Nekrolog
◄◄
| ◄
| 1902
| 1903
| 1904
| 1905
| 1906 | 1907 | 1908 | 1909 | 1910 | ► | ►►
1. Quartal |
2. Quartal |
3. Quartal |
4. Quartal 1906
Weitere Ereignisse | Allgemeiner Nekrolog 1906
Die Beschreibung der verstorbenen Person sollte so kurz wie möglich gehalten sein und nur deren signifikante Tätigkeit(en) enthalten.
Neue Namen ggf. auch unter dem Geburts- und Sterbedatum, also etwa unter 1. Januar und im Geburts- und Sterbejahr (2024) eintragen (nur bei entsprechender großer Wichtigkeit). Für Beispiele siehe die schon vorhandenen Artikel.
Außerdem über die fünf zuletzt Verstorbenen, zu denen es einen ausreichend guten Artikel für eine Präsentation auf der Hauptseite gibt, nach der todesbedingten Überarbeitung der Artikel ggf. auch unter Wikipedia Diskussion:Hauptseite informieren und sie am besten auch in den anderen Wikipedia-Sprachversionen eintragen. Tipp: Regelmäßig bei news.google.de nach „ist tot“, „gestorben“ oder „verstorben“ suchen.
Wenn eine Person gestorben ist, gibt es viele Seiten zu dieser Person in der Wikipedia, die davon auch betroffen sind und entsprechend aktualisiert werden müssen. Beispiele: Namenübersichtsseite, Geburtsjahr, Geburtsort-Seiten und viele mehr.
Wie finde ich die betroffenen Seiten?
Im Suchfeld auf der linken Seite gibt man den Suchbegriff so ein: „Vorname Nachname“. Dann klickt man auf Volltext und alle Seiten mit entsprechendem Suchtext werden aufgerufen. Hier sieht man dann schnell, wo auch das Todesjahr Sinn macht oder sogar ein Teil des Artikels angepasst werden muss. Auch hilft das „Werkzeug“ auf der linken Seite sehr gut, um solche Seiten aufzufinden: „Links auf diese Seite“. Somit ist die Wikipedia wieder aktuell in allen Bereichen! Hinweis: bei Eintragung der Kategorie „Gestorben JAHR“ wird der Missbrauchsfilter 49 ausgelöst, was jedoch nicht schlimm ist. Siehe: Spezial:Missbrauchsfilter/49
Dies ist eine Liste von im vierten Quartal 1906 verstorbenen bekannten Persönlichkeiten. Die Einträge erfolgen innerhalb der einzelnen Daten alphabetisch sortiert. Tiere sind im Nekrolog für Tiere zu finden.

## Oktober
| Tag         | Name                                          | Beruf, bekannt als | Alter | Beleg |
| ----------- | --------------------------------------------- | --- | ----- | ----- |
| 1. Oktober  | Ernst von Bothmer                             | deutscher Diplomat | 65    |       |
| 1. Oktober  | Christian Mali                                | deutscher Maler | 73    |       |
| 1. Oktober  | Johann Schmitt                                | deutscher Politiker | 60    |       |
| 1. Oktober  | Hermann Wittich                               | deutscher Beamter und Politiker | 80    |       |
| 2. Oktober  | Oskar Goebel                                  | deutscher Landschaftsmaler und Restaurator | 48    |       |
| 2. Oktober  | Raja Ravi Varma                               | indischer Maler | 58    |       |
| 3. Oktober  | Ferdinand Attlmayr                            | österreichischer Seetaktiker und Offizier | 77    |       |
| 3. Oktober  | Katharina Schurz                              | österreichische Sängerin | 67    |       |
| 4. Oktober  | Adolph Baedeker                               | deutscher Verleger | 95    |       |
| 4. Oktober  | Ludwig Frühling                               | deutscher Architekt, Vertreter der Hannoverschen Architekturschule                                                                            | 72    |       |
| 4. Oktober  | Alfred Wahlberg                               | schwedischer Maler | 72    |       |
| 5. Oktober  | Wilhelm Seippel                               | deutscher Unternehmer | 74    |       |
| 5. Oktober  | Karl Weichardt                                | deutscher Architekt, Maler und Hochschullehrer                                                                                                | 59    |       |
| 6. Oktober  | Franz Josef Bucher                            | Schweizer Hotelier, Eisenbahnpionier und Unternehmer                                                                                          | 72    |       |
| 6. Oktober  | Hermann Gebhard                               | deutscher Jurist, Stadtdirektor und Politiker (NLP), MdR                                                                                      | 63    |       |
| 7. Oktober  | Honoré Beaugrand                              | kanadischer Politiker, Publizist, Journalist und Schriftsteller                                                                               | 58    |       |
| 7. Oktober  | Daniel T. Jewett                              | US-amerikanischer Politiker (Republikanische Partei)                                                                                          | 99    |       |
| 8. Oktober  | Carl Badewitz                                 | deutscher Theaterschauspieler | 81    |       |
| 8. Oktober  | Adelaide Ristori                              | italienische Schauspielerin |       |       |
| 9. Oktober  | Joseph Glidden                                | US-amerikanischer Farmer, der den Stacheldraht patentieren ließ                                                                               | 93    |       |
| 9. Oktober  | Wolf von Kalckreuth                           | deutscher Dichter und Übersetzer | 19    |       |
| 10. Oktober | Karl Attenhofer                               | Schweizer Jurist und Richter | 70    |       |
| 10. Oktober | Hermann von Bülow                             | deutscher Reichsgerichtsrat | 64    |       |
| 10. Oktober | Henri de Wendel                               | französisch-deutscher Industrieller und Politiker, MdR                                                                                        | 62    |       |
| 11. Oktober | Henry Bristow                                 | US-amerikanischer Politiker | 66    |       |
| 11. Oktober | Georg Friedrich Unger                         | deutscher Althistoriker | 80    |       |
| 12. Oktober | Alfred von Hedenstjerna                       | schwedischer Schriftsteller | 54    |       |
| 13. Oktober | Ada Lewis-Hill                                | englische Amateurmusikerin und Stifterin | 62    |       |
| 13. Oktober | Joseph Bernhard Nordhoff                      | deutscher Bau- und Kunsthistoriker | 67    |       |
| 13. Oktober | Alexander Rigler                              | österreichischer Staatsanwalt | 57    |       |
| 14. Oktober | Wilhelm Hansen                                | deutscher Fabrikant und Maschinenbauingenieur                                                                                                 | 74    |       |
| 14. Oktober | Martin Russell Thayer                         | US-amerikanischer Politiker | 87    |       |
| 15. Oktober | Anastasios Christomanos                       | griechischer Chemiker und Rektor der Universität Athen                                                                                        | 65    |       |
| 15. Oktober | Richard Krieger                               | deutscher Jurist, Finanzbeamter und Politiker (NLP), MdR                                                                                      | 88    |       |
| 15. Oktober | Eduard Ignaz Nels                             | deutscher Lederfabrikant und Politiker (Zentrum), MdR                                                                                         | 73    |       |
| 15. Oktober | Friedrich Reusch                              | deutscher Bildhauer | 63    |       |
| 15. Oktober | Joseph Schereschewsky                         | anglikanischer Bischof von Shanghai | 75    |       |
| 16. Oktober | Varina Davis                                  | zweite Ehefrau von Jefferson Davis, dem Präsidenten der Konföderierten Staaten von Amerika (1861–1865)                                        | 80    |       |
| 17. Oktober | James D. Walker                               | US-amerikanischer Politiker | 75    |       |
| 18. Oktober | Friedrich Konrad Beilstein                    | deutsch-russischer Chemiker | 68    |       |
| 18. Oktober | Léon Gastinel                                 | französischer Komponist | 83    |       |
| 18. Oktober | Morgan Rawls                                  | US-amerikanischer Politiker | 77    |       |
| 18. Oktober | Wilhelm Ritter                                | Schweizer Bauingenieur und Hochschullehrer | 59    |       |
| 18. Oktober | William Henry Tibbs                           | US-amerikanischer Hotelier und Politiker | 90    |       |
| 19. Oktober | Jules Bruguière                               | französischer Geistlicher und Missionar | 55    |       |
| 19. Oktober | Karl Pfizer                                   | deutscher Chemiker | 82    |       |
| 19. Oktober | Rudolf Pringsheim                             | deutscher Eisenbahn- und Bergbau-Unternehmer                                                                                                  | 85    |       |
| 20. Oktober | Buck Ewing                                    | US-amerikanischer Baseballspieler und -trainer                                                                                                | 47    |       |
| 20. Oktober | Gustav Kühl                                   | deutscher Bibliothekar und Schriftsteller | 37    |       |
| 21. Oktober | Marie Brandis                                 | österreichische Opernsängerin (Sopran) | 40    |       |
| 22. Oktober | Paul Cézanne                                  | französischer Maler | 67    |       |
| 22. Oktober | Friedrich Louis Hesse                         | deutscher Zahnmediziner | 56    |       |
| 22. Oktober | Polk Laffoon                                  | US-amerikanischer Politiker | 61    |       |
| 22. Oktober | Emil Ludwig Schmidt                           | deutscher Anthropologe, Ethnologe und Hochschullehrer                                                                                         | 69    |       |
| 23. Oktober | Adolf Kern                                    | österreichischer Benediktiner und Seelsorger                                                                                                  | 77    |       |
| 23. Oktober | Wladimir Wassiljewitsch Stassow               | russischer Kunstkritiker | 82    |       |
| 24. Oktober | Georg Eugen Albrecht                          | deutscher protestantischer Pfarrer und Missionar                                                                                              | 51    |       |
| 24. Oktober | James William Forsyth                         | US-amerikanischer Militär, verantwortlich für das Massaker von Wounded Knee                                                                   | 72    |       |
| 24. Oktober | Edmund Hager                                  | österreichischer Mönch, Priester, Erzieher | 77    |       |
| 25. Oktober | Todor Burmow                                  | bulgarischer Politiker und Ministerpräsident                                                                                                  | 72    |       |
| 26. Oktober | Johann Dzierzon                               | schlesischer Priester und Bienenforscher | 95    |       |
| 26. Oktober | Friedrich Adolf Sorge                         | deutsch-amerikanischer Arbeiterführer und Musiklehrer                                                                                         | 77    |       |
| 27. Oktober | Ferdinand Hartzer                             | deutscher Bildhauer | 68    |       |
| 27. Oktober | August von Rothmund                           | deutscher Augenarzt | 76    |       |
| 27. Oktober | Włodzimierz Spasowicz                         | polnischer Jurist und Literaturwissenschaftler                                                                                                | 77    |       |
| 29. Oktober | Robert T. Davis                               | US-amerikanischer Politiker | 83    |       |
| 29. Oktober | Wilhelm Lossen                                | deutscher Chemiker | 68    |       |
| 29. Oktober | Otto Theodor Meusel                           | deutscher Politiker, MdR, sächsischer Landtagsabgeordneter                                                                                    | 74    |       |
| 30. Oktober | Daniel Albone                                 | britischer Fahrzeugbauer und Radrennfahrer | 46    |       |
| 30. Oktober | Gathorne Gathorne-Hardy, 1. Earl of Cranbrook | britischer Jurist und Politiker | 92    |       |
| 30. Oktober | Heinrich Müller                               | Landtagsabgeordneter Großherzogtum Hessen | 57    |       |
| 30. Oktober | Eberhard von Zeppelin                         | deutscher Historiker, Bankier, Bodenseeforscher, Hotelier, Autor, Graf, Botschafter von Württemberg und der Bruder des Ferdinand von Zeppelin | 64    |       |

## November
| Tag          | Name                                   | Beruf, bekannt als | Alter | Beleg |
| ------------ | -------------------------------------- | --- | ----- | ----- |
| 1. November  | John Lewis Brenner                     | US-amerikanischer Politiker                                                                                              | 74    |       |
| 1. November  | Rockwood Hoar                          | US-amerikanischer Politiker                                                                                              | 51    |       |
| 1. November  | Otto Franz Joseph von Österreich       | Erzherzog von Österreich, Vater von Kaiser Karl I. von Österreich                                                        | 41    |       |
| 1. November  | Juan González de la Pezuela y Ceballos | kastilischer Gouverneur auf Kuba in La Paz (Rio de la Plata)                                                             |       |       |
| 1. November  | Alexander von Rössing                  | deutscher Landrat, Reichstagsabgeordneter                                                                                | 88    |       |
| 2. November  | Joseph von Ellrichshausen              | deutscher Rittergutsbesitzer und Politiker, MdR                                                                          | 74    |       |
| 2. November  | Ernst von Eynern                       | deutscher Unternehmer und Politiker (nationalliberal)                                                                    | 68    |       |
| 3. November  | Joseph Flüggen                         | deutscher Maler | 64    |       |
| 3. November  | Wilhelmine von Leesen                  | deutsche Schriftstellerin                                                                                                | 59    |       |
| 4. November  | Ernst Förstemann                       | deutscher Archivar, Bibliothekar und Historiker                                                                          | 84    |       |
| 4. November  | John H. Ketcham                        | US-amerikanischer Politiker                                                                                              | 73    |       |
| 4. November  | John A. Nicholson                      | US-amerikanischer Politiker                                                                                              | 78    |       |
| 5. November  | Edmund Harburger                       | deutscher Maler | 60    |       |
| 5. November  | Georg Krauß                            | deutscher Industrieller                                                                                                  | 79    |       |
| 5. November  | Frits Thaulow                          | norwegischer Maler | 59    |       |
| 6. November  | Heinrich Lezius                        | deutscher Ingenieur und VDI-Gründungsmitglied                                                                            | 71    |       |
| 7. November  | Heinrich Seidel                        | deutscher Ingenieur und Schriftsteller                                                                                   | 64    |       |
| 7. November  | Maximilian Ferdinand Wocke             | deutscher Entomologe, Apotheker und Arzt                                                                                 | 85    |       |
| 8. November  | Nathan B. Bradley                      | US-amerikanischer Politiker                                                                                              | 75    |       |
| 8. November  | Friedrich Lilly                        | deutscher Architekt und Hofbaurat                                                                                        | 71    |       |
| 8. November  | Johann Baptist Wiesbaur                | österreichischer Geistlicher und Botaniker                                                                               | 70    |       |
| 9. November  | Gustav Augspurg                        | deutscher Rechtsanwalt und Bürgermeister in der Provinz Hannover                                                         | 69    |       |
| 9. November  | Wilhelm Czermak                        | österreichischer Augenarzt                                                                                               | 50    |       |
| 9. November  | Elisabeth von der Dreifaltigkeit       | Karmelitin und Mystikerin                                                                                                | 26    |       |
| 9. November  | Alfred Knotz                           | österreichischer Politiker                                                                                               | 62    |       |
| 9. November  | Léon Vanderkindere                     | belgischer Hochschullehrer und Politiker                                                                                 | 64    |       |
| 10. November | Emil Lehweß                            | deutscher Jurist und Senatspräsident in Berlin                                                                           | 67    |       |
| 10. November | Johann Heinrich von Lengerke           | deutscher Landtagspräsident und Politiker (NLP), MdR                                                                     | 81    |       |
| 10. November | Julius Reincke                         | deutscher Mediziner und Politiker, MdHB                                                                                  | 63    |       |
| 10. November | Sagara Chian                           | japanischer Arzt und Bürokrat, der zu Beginn der Meiji-Zeit das Medizinalwesen Japans nach deutschem Vorbild reformierte | 70    |       |
| 11. November | Hugo d’Alési                           | siebenbürgischer Graphiker, Maler und Zeichner                                                                           | 57    |       |
| 11. November | Gerhard August Fischer                 | deutscher Architekt | 72    |       |
| 11. November | Max Jordan                             | deutscher Kunsthistoriker                                                                                                | 69    |       |
| 11. November | Karl von Linck                         | württembergischer Generalleutnant                                                                                        | 81    |       |
| 11. November | Theodor Vogt                           | österreichischer Pädagoge, Professor, Gründer des sozialpädagogischen Instituts der Universität Wien                     | 70    |       |
| 13. November | Marcell Frydmann                       | österreichischer Jurist und Journalist                                                                                   | 59    |       |
| 14. November | Franz von und zu Bodman                | deutscher Gutsherr und Politiker, MdR                                                                                    | 71    |       |
| 14. November | Ludwig Matthiessen                     | deutscher Physiker und Hochschullehrer                                                                                   | 76    |       |
| 15. November | August Dietrich Rische                 | deutscher, lutherischer Pastor, Komponist und Liederdichter                                                              | 87    |       |
| 15. November | Yamamoto Hōsui                         | japanischer Maler | 56    |       |
| 16. November | Tom Cooper                             | US-amerikanischer Rad- und Autorennfahrer                                                                                | 31    |       |
| 16. November | Adolf Frederik Gravenberch             | Sklave und Arzt in Suriname                                                                                              | 95    |       |
| 16. November | Mina Schück                            | schwedische Pianistin | 90    |       |
| 17. November | William Blair Bruce                    | kanadischer Maler | 47    |       |
| 17. November | Anna Elisabeth von Erlach              | Schweizer Porträt-, Landschafts- und Blumenmalerin                                                                       | 50    |       |
| 18. November | Ottokar Dörffel                        | Rechtsanwalt, Bürgermeister von Glauchau in Sachsen und von Joinville, Brasilien sowie Redakteur und Verleger            | 88    |       |
| 18. November | Emil Kralik                            | österreichischer Schriftsteller, Journalist und Humorist                                                                 | 42    |       |
| 18. November | Frederick Augustus Tritle              | US-amerikanischer Politiker                                                                                              | 73    |       |
| 20. November | Jakob Julius David                     | österreichischer Journalist und Schriftsteller                                                                           | 47    |       |
| 22. November | Andrew Jackson Caldwell                | US-amerikanischer Politiker                                                                                              | 69    |       |
| 22. November | Ernst Josephson                        | schwedischer Maler | 55    |       |
| 22. November | Friedrich Oskar Wermann                | Kreuzkantor | 66    |       |
| 22. November | Hans von Zwiedineck-Südenhorst         | österreichischer Historiker                                                                                              | 61    |       |
| 23. November | Willard Warner                         | US-amerikanischer Offizier und Politiker                                                                                 | 80    |       |
| 23. November | William Wrede                          | evangelisch-lutherischer Theologe                                                                                        | 47    |       |
| 24. November | Simon Gregorčič                        | slowenischer Dichter | 62    |       |
| 24. November | Florian Stablewski                     | katholischer Priester, Politiker in Preußen und Erzbischof                                                               | 65    |       |
| 24. November | Gustav von Viereck                     | deutscher Rittergutsbesitzer und Politiker, MdR                                                                          | 61    |       |
| 25. November | Julius Cramer                          | deutscher Jurist und Präsident des Landgerichts Wiesbaden                                                                | 76    |       |
| 25. November | Rosetta Douglass                       | US-amerikanische Lehrerin und Aktivistin                                                                                 | 67    |       |
| 25. November | August Dreesbach                       | deutscher Politiker, MdR                                                                                                 | 62    |       |
| 25. November | Frank W. Hunt                          | US-amerikanischer Politiker                                                                                              | 34    |       |
| 25. November | Carl Leverkühn                         | deutscher Geheimer Rat und Pädagoge                                                                                      | 83    |       |
| 26. November | Carl Abel                              | deutscher Altphilologe, Journalist und Übersetzer                                                                        | 69    |       |
| 26. November | Wilhelm Bernatzik                      | österreichischer Maler                                                                                                   | 53    |       |
| 26. November | Julian Klaczko                         | polnischer Schriftsteller, Publizist und Politiker                                                                       | 81    |       |
| 27. November | Michael Cusack                         | irischer Lehrer und Sportfunktionär                                                                                      | 59    |       |
| 28. November | Oskar Andersson                        | schwedischer Comiczeichner                                                                                               | 29    |       |
| 28. November | Max Foitzick                           | deutscher Berghauptmann des Oberbergamtes Dortmund                                                                       | 70    |       |
| 29. November | Elisha Dyer junior                     | US-amerikanischer Politiker                                                                                              | 67    |       |
| 30. November | Mary Bateson                           | britische Historikerin und Suffragette                                                                                   | 41    |       |
| 30. November | Karl Krauß                             | deutscher Bildhauer und Hochschullehrer                                                                                  | 47    |       |
| 30. November | Berthold von Nasse                     | preußischer Staatsbeamter                                                                                                | 74    |       |

## Dezember
| Tag          | Name                                              | Beruf, bekannt als                                                                        | Alter | Beleg |
| ------------ | ------------------------------------------------- | ----------------------------------------------------------------------------------------- | ----- | ----- |
| 1. Dezember  | Flora Batson                                      | US-amerikanische Sängerin                                                                 | ≈42   |       |
| 1. Dezember  | Johann Adolf Breuer                               | deutscher Gutsbesitzer und Politiker, MdR                                                 | 75    |       |
| 2. Dezember  | Josef Eckard                                      | römisch-katholischer Geistlicher, Sozialreformer und Politiker                            | 41    |       |
| 2. Dezember  | Adolf Lepp                                        | deutscher Schriftsteller und Dichter                                                      | 59    |       |
| 2. Dezember  | Lukas Steiner                                     | Maler und Benediktiner                                                                    |       |       |
| 3. Dezember  | George Edward Cole                                | US-amerikanischer Politiker                                                               | 79    |       |
| 3. Dezember  | Karl Goecke                                       | deutscher Reichsgerichtsrat                                                               | 62    |       |
| 3. Dezember  | Karl von Baden                                    | badischer Prinz, preußischer General der Kavallerie                                       | 74    |       |
| 3. Dezember  | Ernst Hugo Heinrich Pfitzer                       | deutscher Botaniker                                                                       | 60    |       |
| 3. Dezember  | Ludwig Mauritius von Slaski                       | polnischer Rittergutsbesitzer und Politiker, MdR                                          | 50    |       |
| 4. Dezember  | Charles Waldron Buckley                           | US-amerikanischer Geistlicher, Richter und Politiker                                      | 71    |       |
| 5. Dezember  | Adolf Goering                                     | deutscher Bauingenieur                                                                    | 65    |       |
| 5. Dezember  | Carl Otto Harz                                    | deutscher Botaniker                                                                       | 64    |       |
| 6. Dezember  | Anne Ross Cousin                                  | britische Dichterin und Musikerin                                                         | 82    |       |
| 6. Dezember  | Rudolph Karl Ernst von Freymann                   | russischer Generalmajor und Bauingenieur                                                  | 85    |       |
| 6. Dezember  | George Whitman Hendee                             | US-amerikanischer Politiker                                                               | 74    |       |
| 6. Dezember  | Karl Schnetzler                                   | Oberbürgermeister der Stadt Karlsruhe                                                     | 60    |       |
| 6. Dezember  | Bernhard Stade                                    | deutscher protestantischer Theologe und Alttestamentler                                   | 58    |       |
| 6. Dezember  | Wilhelm Taurit                                    | evangelisch-lutherischer Geistlicher, deutsch-baltischer Märtyrer                         | 36    |       |
| 7. Dezember  | Élie Ducommun                                     | Schweizer Friedensnobelpreisträger                                                        | 73    |       |
| 7. Dezember  | Karl Rudolf Hennig                                | deutscher Raubmörder                                                                      | 32    |       |
| 8. Dezember  | Salvatore Gaffiero                                | maltesischer römisch-katholischer Geistlicher und Weihbischof im Bistum Malta             | 78    |       |
| 8. Dezember  | Alonzo Garcelon                                   | US-amerikanischer Politiker, Gouverneur von Maine (1879–1880)                             | 93    |       |
| 9. Dezember  | Ferdinand Brunetière                              | französischer Schriftsteller und Literaturkritiker                                        | 57    |       |
| 9. Dezember  | Carl Ochsenius                                    | deutscher Geologe                                                                         | 76    |       |
| 10. Dezember | José Homobono Anaya y Gutiérrez                   | mexikanischer Geistlicher, Bischof von Chilapa                                            | 70    |       |
| 10. Dezember | Karl Schönborn                                    | deutscher Chirurg und Hochschullehrer                                                     | 66    |       |
| 11. Dezember | Amédée Mannheim                                   | französischer Ingenieur, Offizier und Mathematiker                                        | 75    |       |
| 11. Dezember | Franklin Moses                                    | US-amerikanischer Politiker und Gouverneur von South Carolina (1872–1874)                 |       |       |
| 11. Dezember | Fitzhugh Townsend                                 | US-amerikanischer Fechter                                                                 | 34    |       |
| 12. Dezember | Julius Alexander                                  | deutscher Bankier                                                                         | 68    |       |
| 12. Dezember | Arthur Brown                                      | US-amerikanischer Politiker                                                               | 63    |       |
| 12. Dezember | Konrad Förster                                    | deutscher Reichsgerichtsrat                                                               | 64    |       |
| 12. Dezember | Ferdinand Hahn                                    | deutscher Versicherungsfachmann                                                           | 61    |       |
| 12. Dezember | Leopold Trebitsch                                 | österreichischer Unternehmer                                                              | 64    |       |
| 13. Dezember | Charles Hamilton Aide                             | englischer Schriftsteller                                                                 |       |       |
| 13. Dezember | Albrecht Conrad Thaer                             | deutscher Agrarwissenschaftler                                                            | 78    |       |
| 14. Dezember | John Mercer Brooke                                | US-amerikanischer Militärberater und Erfinder                                             | 79    |       |
| 14. Dezember | Federico Consolo                                  | italienischer Violinist und Komponist                                                     | 65    |       |
| 14. Dezember | Heinrich Götze                                    | deutscher Musikpädagoge und Komponist                                                     | 70    |       |
| 14. Dezember | Gustav Ilse                                       | Seelsorger und Pädagoge                                                                   | 85    |       |
| 14. Dezember | Jean Abraham Chrétien Oudemans                    | niederländischer Astronom                                                                 | 78    |       |
| 14. Dezember | Franz von Waldburg zu Wolfegg und Waldsee         | deutscher Adliger                                                                         | 73    |       |
| 15. Dezember | Wilhelm Koenigs                                   | deutscher Chemiker                                                                        | 55    |       |
| 15. Dezember | Sara Oppenheimer                                  | deutsche Opernsängerin                                                                    | 62    |       |
| 15. Dezember | Christian Hermann Walde                           | deutscher Holzschnitzer, Bildhauer und Fachbuchautor                                      | 51    |       |
| 16. Dezember | Wilhelm Heinrich Schroeder                        | deutscher Textilfabrikant                                                                 | 79    |       |
| 19. Dezember | Charles F. Cochran                                | US-amerikanischer Politiker                                                               | 60    |       |
| 19. Dezember | Sigismund von Dallwitz                            | deutscher Politiker, MdR, Gutsbesitzer                                                    | 77    |       |
| 19. Dezember | Frederic William Maitland                         | englischer Jurist und Historiker                                                          | 56    |       |
| 20. Dezember | Max von der Goltz                                 | deutscher Marineoffizier und Admiral                                                      | 68    |       |
| 21. Dezember | Tudor St George Tucker                            | englischer Maler                                                                          | 44    |       |
| 22. Dezember | Florian Blaas                                     | österreichischer Jurist und Maler                                                         | 78    |       |
| 22. Dezember | Gustav Raßmann                                    | hessischer Orgelbauer                                                                     | 73    |       |
| 23. Dezember | Karl Dreher                                       | deutscher Mühlenbesitzer und badischer Parlamentarier                                     |       |       |
| 23. Dezember | Damjan Gruew                                      | bulgarischer Freiheitskämpfer                                                             | 35    |       |
| 23. Dezember | Gungunhana                                        | König von Gaza                                                                            |       |       |
| 23. Dezember | Carl Mathies                                      | deutscher Politiker, MdHB, Senator und Kaufmann                                           | 57    |       |
| 24. Dezember | Friedrich Hugo Werner                             | deutscher Reichsgerichtsrat                                                               | 91    |       |
| 25. Dezember | Michail Iwanowitsch Konowalow                     | russischer Chemiker                                                                       | 48    |       |
| 25. Dezember | Clemens August Schlüter                           | deutscher Geologe und Paläontologe, Hochschullehrer                                       | 71    |       |
| 25. Dezember | Gustav von Waagen                                 | bayerischer Generalmajor                                                                  | 74    |       |
| 26. Dezember | William D. Hill                                   | US-amerikanischer Politiker                                                               | 73    |       |
| 26. Dezember | Joseph Schuler                                    | deutscher Geistlicher und Politiker (Zentrum), MdR                                        | 59    |       |
| 27. Dezember | Gerhard Ahlhorn                                   | deutscher Landwirt und Politiker, MdR                                                     | 91    |       |
| 27. Dezember | Ulrich Brunck                                     | deutscher Landwirt, Bürgermeister und Politiker (NLP), MdR                                | 73    |       |
| 27. Dezember | Bernardo de Irigoyen                              | argentinischer Rechtsanwalt, Diplomat und Politiker                                       | 84    |       |
| 27. Dezember | Ferdinand Springer senior                         | deutscher Verleger                                                                        | 60    |       |
| 28. Dezember | Salomon Buber                                     | jüdischer Gelehrter                                                                       | 79    |       |
| 28. Dezember | Henri Chardon                                     | französischer Jurist, Romanist und Historiker                                             | 72    |       |
| 28. Dezember | Moritz Delfs                                      | deutscher Maler, Lithograph und Illustrator                                               | 83    |       |
| 28. Dezember | Richard von Detten                                | deutscher Bergbeamter                                                                     | 68    |       |
| 29. Dezember | Maximilian von Branca                             | bayerischer General der Infanterie, Generaladjutant des Prinzregenten Luitpold von Bayern | 67    |       |
| 29. Dezember | Felice Cavagnis                                   | katholischer Theologe und Kardinal                                                        | 65    |       |
| 29. Dezember | Wilhelm Dittenberger                              | deutscher Klassischer Philologe und Epigraphiker                                          | 66    |       |
| 29. Dezember | Luigi Tripepi                                     | italienischer Geistlicher, Kurienkardinal                                                 | 70    |       |
| 30. Dezember | Thomas M. Bowen                                   | US-amerikanischer Jurist und Politiker                                                    | 71    |       |
| 30. Dezember | Angela Burdett-Coutts, 1. Baroness Burdett-Coutts | britische Adlige und Phlantropin                                                          | 92    |       |
| 30. Dezember | Josephine Butler                                  | britische Feministin und Leitfigur in der Kampagne gegen die Contagious Diseases Acts     | 78    |       |
| 30. Dezember | Donelson Caffery                                  | US-amerikanischer Politiker                                                               | 71    |       |
| 30. Dezember | Eugène Goossens                                   | belgischer Dirigent                                                                       | 61    |       |
| 30. Dezember | Carl Langhammer                                   | österreichischer Architekt                                                                |       |       |
| 30. Dezember | Oskar Schade                                      | deutscher Germanist und Hochschullehrer                                                   | 80    |       |
| 30. Dezember | Joaquín Zavala                                    | nicaraguanischer Politiker und zweimaliger Staatspräsident                                | 71    |       |
| 31. Dezember | Friedrich Gumpert                                 | deutscher Hornist und Professor                                                           | 65    |       |
| 31. Dezember | Burkard Wilhelm Leist                             | deutscher Rechtswissenschaftler                                                           | 87    |       |